# بالگرد ترابری سنگین
بالگرد ترابری سنگین (به انگلیسی: Heavy Transport Helicopter) یک بالگرد ساختِ کارخانهٔ ایرباس هلیکوپترز است.